# Liden
Se även Liden (olika betydelser).
Liden är en tätort i Sundsvalls kommun och kyrkby i Lidens socken, belägen cirka 45 kilometer nordväst om Sundsvall, vid Indalsälven.

## Befolkningsutveckling
| Befolkningsutvecklingen i Liden 1960–2020 | Befolkningsutvecklingen i Liden 1960–2020 | Befolkningsutvecklingen i Liden 1960–2020 | Befolkningsutvecklingen i Liden 1960–2020 | Befolkningsutvecklingen i Liden 1960–2020 |
| ----------------------------------------- | ----------------------------------------- | ----------------------------------------- | ----------------------------------------- | ----------------------------------------- |
|                                           |                                           |                                           |                                           |                                           |
| År                                        |                                           |                                           | Folkmängd                                 | Areal (ha)                                |
| 1960                                      | 1960                                      |                                           | 334                                       |                                           |
| 1965                                      | 1965                                      |                                           | 328                                       |                                           |
| 1970                                      | 1970                                      |                                           | 395                                       |                                           |
| 1975                                      | 1975                                      |                                           | 362                                       |                                           |
| 1980                                      | 1980                                      |                                           | 317                                       |                                           |
| 1990                                      | 1990                                      |                                           | 304                                       | 64                                        |
| 1995                                      | 1995                                      |                                           | 284                                       | 64                                        |
| 2000                                      | 2000                                      |                                           | 280                                       | 64                                        |
| 2005                                      | 2005                                      |                                           | 269                                       | 64                                        |
| 2010                                      | 2010                                      |                                           | 254                                       | 65                                        |
| 2015                                      | 2015                                      |                                           | 283                                       | 86                                        |
| 2020                                      | 2020                                      |                                           | 298                                       | 86                                        |
|                                           |                                           |                                           |                                           |                                           |

## Samhället
Här finns bland annat en Tempo-butik och Lidens kyrka. Tidigare fanns ett giljotinmuseum som brann ner 31 oktober 2015.
Stockholms handelsbank öppnade ett kontor i Liden år 1915. Denna bank blev snart därefter Svenska Handelsbanken som hade ett kontor i Liden fram till den 1 mars 2021.

## Personer med anknytning till orten
Vid Lidens gamla kyrka finns en minnessten över Vildhussen.
Den svenska adliga ätten Lidströmer kommer ursprungligen från Liden, och har sitt namn härifrån. På ättens vapensköld är Liden markerat med ett svart Vasakors och diagonalt över den djupblå skölden löper en ström av silver, symboliserande Indalsälven.
Gustaf Lindh, före detta svensk modern femkampare och Olympisk guldmedaljör kommer härifrån.